# Val-Fouzon
Val-Fouzon ist eine französische Gemeinde mit 944 Einwohnern (Stand: 1. Januar 2022) im Département Indre in der Region Centre-Val de Loire; sie gehört zum Arrondissement Issoudun und zum Kanton Valençay.

## Geographie
Val-Fouzon liegt etwa 42 Kilometer nordnordöstlich von Châteauroux am Fouzon. Umgeben wird Val-Fouzon von den Nachbargemeinden Chabris und Menetou-sur-Nahon im Norden, Sembleçay im Osten, Saint-Christophe-en-Bazelle im Osten und Südosten, Poulaines im Süden, Valençay im Südwesten, Fontguenand im Westen sowie La Vernelle im Nordwesten.

## Gemeindegliederung
| Ortsteil                                | ehemaliger INSEE-Code | Fläche (km²) | Einwohnerzahl (2016) |
| --------------------------------------- | --------------------- | ------------ | -------------------- |
| Parpeçay                                | 36151                 | 14,55        | 218                  |
| Sainte-Cécile                           | 36183                 | 09,50        | 082                  |
| Varennes-sur-Fouzon (Verwaltungssitz)00 | 36229                 | 22,85        | 712                  |

## Sehenswürdigkeiten

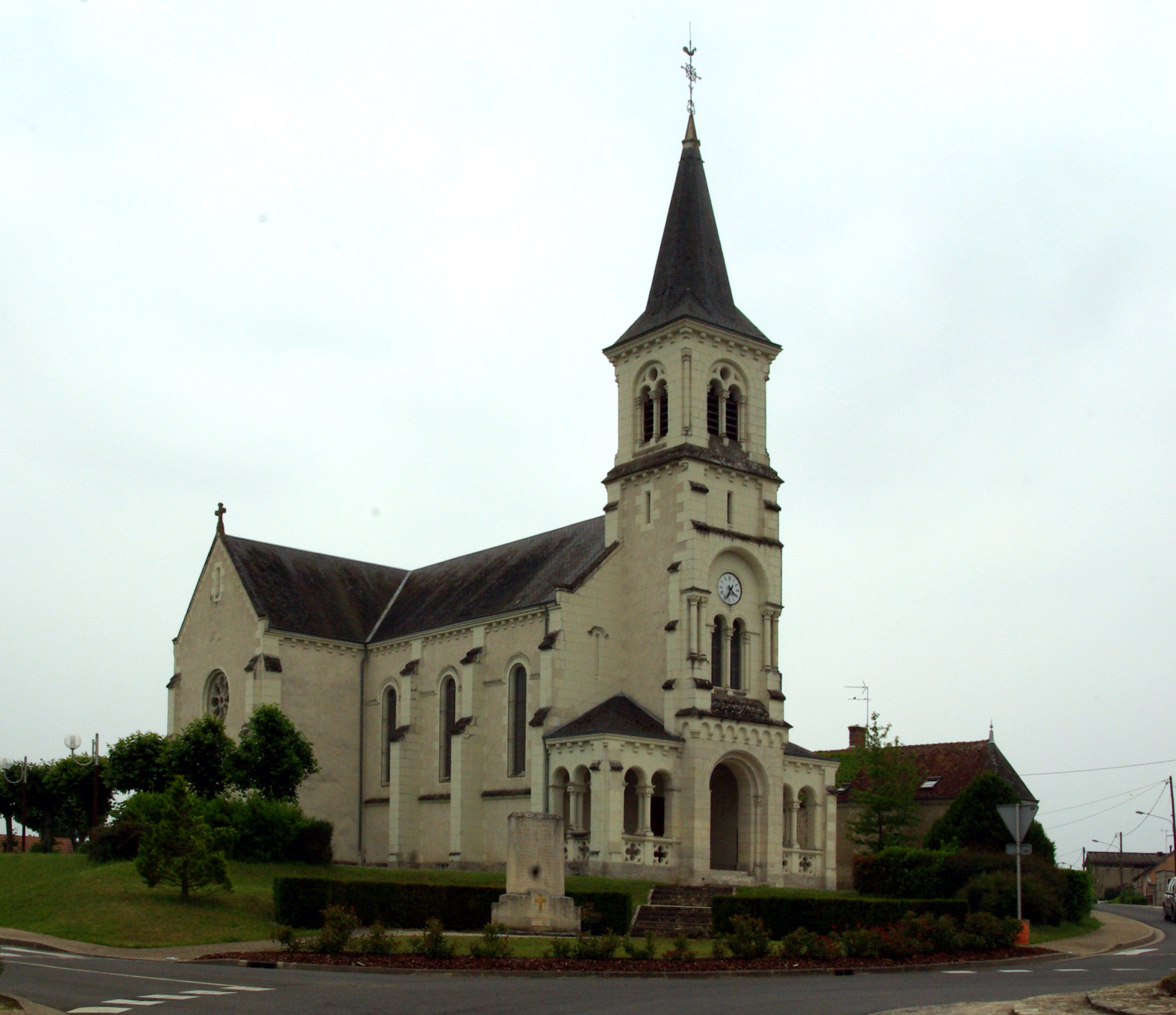
Kirche in Varennes-sur-Fouzon

- Kirche in Parpeçay
- Kirche in Sainte-Cécile
- Kirche in Varennes-sur-Fouzon
- Schloss Campoix in Parpeçay
- Schloss l’Épinat